# 小疮菊
小疮菊（学名：Rhagadiolus papposus）为菊科线苞果属的植物。分布于伊朗、高加索以及中国大陆的新疆等地，生长于海拔680米的地区，一般生于平原和低山地区，目前尚未由人工引种栽培。